# Nizina Kubańska
Nizina Kubańska (t. Nizina Kubańsko-Azowska; 721; ros. Кубано-Приазовская низменность, Прикубанская низменность - Prikubanskaja nizmiennost’) – nizina w południowej Rosji przeduralskiej, na wschodnim wybrzeżu Morza Azowskiego. 
Nizina Kubańska stanowi zachodnią część Kaukazu Północnego. Na zachodzie opada w Morze Azowskie, na północy granicę stanowią rzeki Don i Manycz, na wschodzie przechodzi w Wyżynę Stawropolską, na południu - w Wielki Kaukaz. Wysokość - 100–150 m n.p.m. Powierzchnia równinna, pocięta siecią szerokich dolin rzecznych - dopływów morza Azowskiego (Kubań, Biejsug, Czełbas, Jeja). Wybrzeże limanowe, mocno zabagnione. Zbudowana ze czwartorzędowych skał osadowych przykrytych lessowymi glinami i glinkami. Gleby - czarnoziemy stepowe. Klimat umiarkowany ciepły, kontynentalny, 400–600 mm opadów rocznie. Na północnym zachodzie złoża gazu ziemnego. Pierwotna formacja roślinna - step, obecnie intensywne rolnictwo - uprawa pszenicy, kukurydzy, słonecznika, buraków cukrowych, drzew owocowych, ryżu. Największe miasta – Krasnodar i Armawir. 